# Gavin Mannion
Gavin Mannion (24 augustus 1991) is een voormalig Amerikaans wielrenner.

## Carrière
In 2013 werd Mannion tweede in zowel het jongerenklassement van de Ronde van Californië als in die van de Ronde van Utah.
In 2016 kwam Mannion in de zesde etappe van de Ronde van Korea dicht bij zijn eerste profzege: in een sprint met zes moest hij enkel Jandos Bïjigitov en Grega Bole voor zich dulden. In 2018 won Mannion de laatste etappe in de Ronde van de Gila. In het algemeen klassement eindigde hij, met een achterstand van 52 seconden op Rob Britton, op de tweede plaats.
In 2018 won hij het eindklassement van de Colorado Classic nadat hij met winst in de tweede etappe de leiding in het algemeen klassement pakte.

## Overwinningen
2009
5e etappe Tour of the Red River Gorge
2018
5e etappe Ronde van de Gila
2e etappe Colorado Classic
Eindklassement Colorado Classic
2020
4e en 5e etappe Ronde van Savoie-Mont Blanc

## Resultaten in voornaamste wedstrijden
|      | \| Jaar \| Waalse Pijl \| \| ---- \| ----------- \| \| 2019 \| opgave \| |
| Jaar | Waalse Pijl                                                              |
| 2019 | opgave                                                                   |

## Ploegen
- 2011 –  Trek Livestrong U23
- 2012 –  Bontrager Livestrong Team
- 2013 –  Bontrager Cycling Team
- 2014 –  5-Hour Energy
- 2014 –  Garmin Sharp (stagiair vanaf 1-8)
- 2015 –  Jelly Belly p/b Maxxis
- 2016 –  Drapac Professional Cycling
- 2017 –  UnitedHealthcare Professional Cycling Team
- 2018 –  UnitedHealthcare Professional Cycling Team
- 2019 –  Rally-UHC Cycling
- 2020 –  Rally Cycling
- 2022 –  Human Powered Health

Acevedo · van Baarle · Bauer · Brown · Cardoso · Danielson · Dekker · Dennis · Fairly · Farrar · Fernández · Gaimon · Haas · Hansen · Hesjedal · Howes · King · Kreder · Langeveld · Martin · Millar · Morton · Navardauskas · Nuyens · Slagter · Talansky · Vansummeren · Von Hoff · Wegmann · Girdlestone (stagiair) · Mannion (stagiair)
Brown · Canty · Clarke · Earle · Evans · Jones · Kerby · Koning · Lowndes · Mannion · Meyer · Mouris · Norris · Phelan · Roe · Scully · Spokes · Sulzberger
Acevedo · Alzate · Cataford · Clarke · Eaton · Haedo · Hegyvary · Henderson · Jaramillo · Jones · Keough · Mannion · McCabe · Norris · Putt · Summerhill
Acevedo · Alzate · Cataford · Clarke · Eaton · Haedo · Hegyvary · Jaramillo · Keough · Mannion · Marcotte · McCabe · Norris · Putt · Țvetcov · Velázquez
Aasvold · Bassett · Brown (tot 26/6) · Carpenter · Coté · de Kleijn · de Vos · Gibson (vanaf 6/6) · Haga · Hecht · Jensen · Joyce · King · Krul · Mannion · Murphy · Rosskopf · Swirbul · Zukowsky · Chrétien (stagiair) · Double (stagiair) · Stites (stagiair)